# O Hospital Hostil
The Hostile Hospital (traduzido no Brasil e em Portugal como O Hospital Hostil) é o oitavo livro da série A Series of Unfortunate Events. Foi escrito por Lemony Snicket, heterônimo do autor Daniel Handler, e ilustrado por Brett Helquist. Foi lançado em setembro de 2001.

## Adaptação
O livro foi adaptado para o sétimo e oitavo episódios da segunda temporada da série  adaptação de série de televisão produzida pela Netflix.

## Anagramas
Em uma sessão do livro, há uma lista de pacientes no hospital, e seus nomes são todos anagramas de nomes de personagens, pessoas do mundo real ou outras frases pertinentes.
- Lisa N. Lootnday - Alison Donalty (designer das capas dos livros)
- Linda Rhaldeen - Daniel Handler
- Monty Kensicle - Lemony Snicket
- Eriq Bluthetts - Brett Helquist (ilustrador dos livros)
- Al Brisnow - Lisa Brown (esposa de Daniel Handler)
- Carrie E. Abelabudite - Beatrice Baudelaire
- Laura V. Bleediotie - Violet Baudelaire
- Ruth Dercroump - Rupert Murdoch (dono da HarperCollins)
- Ned H. Rirger - Red Herring

Outros anagramas, além dos da lista de pacientes, aparecem no livro:
- Dr. Flacutono - Count Olaf
- Dr. O. Lucafont - Count Olaf
- Dra. Tocuna e enfermeira Flo - Count Olaf